# Beauplateau
Beauplateau est un hameau de Tillet, village de l'Ardenne belge, dans la Province de Luxembourg, en Belgique. Avec Tillet il fait administrativement partie de la commune de Sainte-Ode (Région wallonne de Belgique). Avec Sainte-Ode il se trouve dans le parc naturel des Deux Ourthes.

## Situation
Comme son nom l'indique, Beauplateau se trouve sur le plateau ardennais (altitude avoisinant les 480 m), le long d'une route en ligne droite traversant prairies et petits espaces boisés entre les localités de Tillet et Gérimont situées à l'est et Remagne (commune de Libramont-Chevigny) à l'ouest.

## Patrimoine
- L'ancien couvent des Rédemptoristes, construit en 1880, était le noviciat de l'institut religieux. Il fut en partie détruit en décembre 1990. À un carrefour, se trouve une statue du Christ rédempteur érigée sur un socle en pierre de grès. Une petite chapelle haut perchée bâtie en brique et moellons de grès, semblant être le chœur d'un ancien édifice plus important, se trouve en pleine nature, dans la partie nord du domaine.

## Tourisme
- Le couvent et la propriété adjacente sont devenus le 'Domaine de Beauplateau', un centre d’activités sociales et touristiques[1] où plusieurs ASBL à caractère social et en aide à la jeunesse se côtoient.
- En outre, on trouve dans le hameau un étang et un terrain de football.
- Beauplateau compte des gîtes ruraux.